# Судейская мантия
Суде́йская ма́нтия — официальное облачение судей во многих странах, а также иногда других категорий работников правосудия — адвокатов и прокуроров. Надевается ими при исполнении профессиональных обязанностей, в судебных заседаниях и т. п.

## Символическое значение мантии
Судейская мантия является одним из символов государственной власти, который призван напоминать судьям, участникам судебного процесса и всем, кто присутствует при осуществлении правосудия, об особом статусе судьи. Мантия судьи скрывает всё человеческое, тем самым символизируя, что судья не должен быть подвержен своим человеческим страстям и эмоциям, личному отношению к участникам процесса. Чёрный цвет для мантии выбран не случайно: именно этот цвет означает беспристрастность, подчеркивает статус и авторитет судебной власти. Считается, что ношение чёрных мантий закрепилось с 1694 года, как знак траура по смерти королевы Марии II.

## История и внешний вид мантии в различных странах мира
Как и все подобные одеяния (академическая одежда, парадные мантии мэров и др.), судейская мантия появилась в западной Европе в Средние века и произошла от одежды духовных лиц. Судейская мантия — один из профессиональных нарядов, дошедших до нас в практически неизменном виде. В некоторых странах судьи облачены в парадные мантии: у французов — горностай, чёрный бархат, ордена, у англичан — пурпур, парики, золотое шитьё. Не так давно в мантии облачились и судьи России (1993 г.) и стран СНГ.
В мантии облачали вершителей правосудия не только европейцы — подобные одеяния были приняты в древнем Китае. Синие мантии императора и сановников символизировали Вселенную и её совершенство, мощь Неба и императора как представителя Неба на Земле. Округлость рукавов символизировала утонченность манер, прямота швов — неподкупность при свершении правосудия, нижний край — горизонтальность коромысла весов, твердость воли и спокойствие сердца.
Мужские и женские судейские мантии трапециевидного силуэта с широкими рукавами совершенно одинаковы, различаются лишь способом застегивания: мужская мантия застегивается слева направо, а женская — справа налево. Также, в некоторых странах, дополнительным атрибутом женской мантии является жабо.

## Судейская мантия в России
В Российской Федерации обязательное облачение судьи в мантию закреплено в законе, а также в специальных подзаконных правовых актах.
Об обязательности ношения судьями судейской мантии высказывался и Пленум Верховного Суда Российской Федерации.
Конституционный Суд Российской Федерации разъяснил также, что осуществление судьей правосудия без облачения в мантию недопустимо.